# Ludwigsburger Geschichtsblätter
Ludwigsburger Geschichtsblätter ist die Zeitschrift des 1897 als »Historischer Verein für Ludwigsburg und Umgebung« gegründeten, heute „Historischer Verein für Stadt und Kreis Ludwigsburg e. V.“ genannten Geschichtsvereins mit Sitz in Ludwigsburg. Seine Geschäftsstelle befindet sich im Stadtarchiv Ludwigsburg.
Die Zeitschrift enthält Beiträge zur Geschichte von Ludwigsburg und der im heutigen Landkreis Ludwigsburg gelegenen Orte. Bis 1939 erschienen insgesamt 12 Hefte. Heft 13, 14 und 15 kamen nach langer Pause erst 1957, 1960 und 1963 heraus. Seit dem zuletzt genannten Jahr erscheinen die Ludwigsburger Geschichtsblätter einmal jährlich; lediglich 1988 wurde neben dem regulären Heft (Nr. 42) ein zweites (Nr. 41) als Jubiläumsschrift anlässlich des 90-jährigen Bestehens des 1897 gegründeten Historischen Vereins publiziert.

## Schriftleitung
| Redakteur           | von Heft  | bis Heft  |
| ------------------- | --------- | --------- |
| Christian Belschner | 1 (1900)  | 12 (1939) |
| Oscar Paret         | 13 (1957) | 14 (1960) |
| Heinrich Gaese      | 15 (1963) | 20 (1968) |
| Willi Müller        | 21 (1969) | 29 (1977) |
| Paul Sauer          | 30 (1978) | 30 (1978) |
| Wolfgang Schmierer  | 31 (1979) | 51 (1997) |
| Thomas Schulz       | 52 (1998) | 76 (2022) |
| Wolfram Berner      | 77 (2023) |           |

## Artikelverzeichnis

### Heft 1 (1900)
- Karl Weller: Die wirtschaftliche Entwicklung der Ludwigsburger Landschaft bis zur Gründung der Stadt. (S. 1–18)
- Albert von Pfister: Festliche Tage in Ludwigsburg aus zwei Jahrhunderten. (S. 19–30)
- Friedrich Haaß: Einiges über das Straßenwesen im Herzogtum Württemberg und der Bau der Landstraße Stuttgart-Kornwestheim-Ludwigsburg. (S. 31–47)
- Christian Belschner: Kurze Geschichte der Entstehung der Stadt Ludwigsburg. (S. 48–54)
- Christian Belschner: Die Schulgeschichte Ludwigsburgs. (S. 55–67)
- Christian Belschner: Reichsgraf Johann Carl von Zeppelin und sein Grabmal auf dem alten Friedhof in Ludwigsburg. (S. 68–87)

### Heft 2 (1901)
- Karl Erbe: Die Ludwigsburger Familien-Namen. Eine sprachlich-geschichtliche Untersuchung. (S. 1–34)
- Oscar Paret: Die Ludwigsburger Fürstenhügel. (S. 37–46)
- Anton Nägele: Ludwigsburg vor 100 Jahren. Nach den Aufzeichnungen eines reisenden Gelehrten. (S. 50–55)
- Christian Belschner: Amtliche Aktenstücke zur Geschichte der Gründung Ludwigsburgs. (S. 56–91)
- Christian Belschner: Das Scheffauer’sche Marmorbild des Reichsgrafen Joh. Carl von Zeppelin. (S. 92–93)

### Heft 3 (1903)
- Karl Eduard Krauß: Ortsgeschichte von Eglosheim. (S. 1–28)
- Heubach: Volkstümliche Überlieferungen im Oberamtsbezirk Ludwigsburg. (S. 29–52)
- Friedrich Kübler: Die Erbauung der Schlosskapelle in Ludwigsburg und ihre Benützung. (S. 53–80)
- Friedrich Raunecker: Ludwigsburg ums Jahr 1730. Nach den Memoiren des Barons Karl Ludwig von Pöllnitz. (S. 81–96)
- Christian Belschner: Die Anfänge der Württembergischen Landesbibliothek in Ludwigsburg. (S. 97–100)

### Heft 4 (1905)
- Christian Belschner: Das königliche Schloss zu Ludwigsburg. Zum 200. Gedenktag der Grundsteinlegung. (S. 3–13)
- Karl Erbe: Die Kunstschätze Ludwigsburgs und seiner Umgebung. (S. 14–34)
- Heinrich Krockenberger: Eduard Mörike als lyrischer Dichter. (S. 35–70)
- Albert Bacmeister: Ernst Friedrich Kauffmann. (S. 71–78)
- Christian Belschner: Schillers dreimaliger Aufenthalt in Ludwigsburg. (S. 79–131)
- Friedrich Kübler: Die Familiengalerie des württembergischen Fürstenhauses im königlichen Residenzschloss zu Ludwigsburg. (S. 132–185)

### Heft 5 (1909)
- Christian Belschner: Friedrich Theodor Vischer. (S. 1–23)
- Robert Vischer und Johanna Fißler: Drei Briefe von Friedrich Theodor Vischer. (S. 24–26)
- Hermann Hieber: David Friedrich Strauß als Denker und Dichter. (S. 27–94)
- Alois Marquart: Zur Geschichte der Seidenkultur in Ludwigsburg. (S. 95–108)

### Heft 6 (1911)
- Oscar Paret: Die vor- und frühgeschichtliche Besiedlung des Oberamts Ludwigsburg. (S. 3–33)
- Otto Leuze: Politische Briefe von D. F. Strauß. (S. 34–50)
- Heubach: Volkstümliche Überlieferungen im Oberamtsbezirk Ludwigsburg, 2. Teil. (S. 51–75)
- Otto Schanzenbach: Das frühere Museums- und jetzige Ratskellergebäude in Ludwigsburg. (S. 76–88)

### Heft 7 (1913)
- Christian Belschner: Württemberg und Hohenzollern. (S. 1–13)
- Eugen Schübelin: Die staatliche Entwicklung des Oberamtsbezirks Ludwigsburg. (S. 14–35)
- Christian Belschner: Das Vischer-Zimmer in Ludwigsburg. (S. 36–43)
- Christian Belschner: Briefe von Friedrich Vischer. (S. 44–47)
- Christian Belschner: Brief Eduard Mörikes an seine Schwester Clara. (S. 48–49)

### Heft 8 (1916)
- Eugen Schübelin: Nippenburg. (S. 8–23)
- Paul Weizsäcker: Ein vergessenes Denkmal in Monrepos. (S. 24–30)
- Christian Belschner: Geschichte des Salons bei Ludwigsburg. (S. 31–39)
- Christian Belschner: Die Kunstschreinerfamilie Beyer. (S. 40–46)

### Heft 9 (1923)
- Christian Belschner: Zum 25-jährigen Bestehen des Historischen Vereins. (S. 3–10)
- Richard Meißner: Ja und Nein. Friedrich Theodor Vischer in den namentlichen Abstimmungen des Frankfurter Parlaments. (S. 11–43)
- Hermann Römer: Die Markgröninger Lateinschule 1354–1922. (S. 44–77)
- Eugen Schübelin: Die Herren von Stammheim und ihre Erben, die Freiherren Schertlin von Burtenbach. (S. 78–104)
- Christian Belschner: Oberbürgermeister Heinrich von Abel. (S. 105–116)

### Heft 10 (1926)
- Hermann Dieterich: Geschichte von Pflugfelden. (S. 3–52)
- Eduard von Kallee: Monrepos. (S. 53–69)
- Hermann Römer: Markgröningen im Bauernkrieg vor 400 Jahren. (S. 70–76)
- Robert Müller: Eduard Mörike. (S. 77–85)
- Christian Belschner: Das Mörike-Zimmer im Favoriteschloss. (S. 86–90)
- Eugen Schübelin: K. L. August und Henriette von Phull. (S. 91–104)

### Heft 11 (1930)
- Hermann Römer: Markgröningen im Rahmen der Landesgeschichte 1550–1750. (S. 1–133)

### Heft 12 (1939)
- Christian Belschner: Die ersten Baujahre des Schlosses zu Ludwigsburg. (S. 3–14)
- Christian Belschner: Augustin Fischer. Das Abenteurerleben eines Ludwigsburgers. (S. 15–35)
- Christian Belschner: Friedrich Silcher in Ludwigsburg. (S. 37–40)
- Hervorragende Ludwigsburger. (S. 41–46)

### Heft 13 (1957)
- Friedrich Blumenstock und Oscar Paret: Das Ende des Zweiten Weltkriegs im Kreis Ludwigsburg. (S. 9–42)
- Gerhard Heß: Zur Geschichte der Alt-Ludwigsburger Markung. (S. 43–80)
- Oscar Paret: Neue vorgeschichtliche und geschichtliche Funde aus dem Kreis Ludwigsburg. (S. 81–99)
- Oscar Paret: Verschwundene Natur- und Baudenkmäler im Kreis Ludwigsburg. (S. 103–120)

### Heft 14 (1960)
- Gerhard Heß: Häuser und Menschen in Alt-Ludwigsburg. (S. 6–17)
- Oscar Paret: Ludwigsburger Menschen als Spiegel Ludwigsburger Stadtgeschichte. (S. 18–47)
- Oscar Paret: Dr. Paul Aldinger von Heutingsheim, 1869–1944. Pfarrer und Kolonist. Ein Pionier des Deutschtums in Brasilien. (S. 48–55)
- Oscar Paret: Vorgeschichtliches aus dem Kreis Ludwigsburg. (S. 56–59)

### Heft 15 (1963)
- Wolfgang Bollacher: Die Entwicklung der Zisterziensergrangie Geisnang. (S. 7–21)
- Willi Müller: Zur Namensforschung und Siedlungsgeschichte. (S. 22–28)
- Hans Schmäh: Ludwigsburger Manufakturen im 18. Jahrhundert. (S. 29–51)
- Oscar Paret: Vom Ludwigsburger Leben am Ende der Biedermeierzeit. (S. 52–78)
- Walter Hagen: Justinus Kerner, Leben und Werk. Zum 100. Todestag des Dichters. (S. 79–106)
- Walter Hagen: Drei unbekannte Dokumente von Justinus Kerner aus den Jahren 1850/51. (S. 107–113)
- Oscar Paret: Neue vorgeschichtliche Funde im Kreis Ludwigsburg. (S. 114–125)
- Julius Friedrich Kastner: Das markgräflich badische Lehen »Burg und Dorf Mundelsheim«. (S. 126–134)
- Albert Groß: Die Renovierung der Aldinger Kirche. (S. 135–138)
- Otto Majer: Die Kirche in Beihingen. (S. 138–141)
- Markus Otto: Die Restaurierung der Kilianskirche in Bissingen. (S. 141–142)
- Ernst Kühnle: Die Martinskirche zu Großingersheim. (S. 142–145)
- Elisabeth Zipperlen: Die Cyriakus-Kirche in Bönnigheim. (S. 145–151)
- Elisabeth Zipperlen: Die Kirche in Hofen. (S. 151–153)
- Elisabeth Zipperlen: Die Grabplatte des Hans-Konrad von Auerbach in der Kirche zu Hofen. (S. 153–154)

### Heft 16 (1964)
- Wolfgang Bollacher: Die obrigkeitlichen Verhältnisse auf Alt-Ludwigsburger Markung. (S. 7–29)
- Markus Otto: Nachreformatorische Gemälde in den Kirchen des Kreises Ludwigsburg. (S. 30–56)
- Elisabeth Zipperlen: Auf den Spuren des Bildhauers Jacob Müller. (S. 57–67)
- Otto Conrad: Der Pfahlhof beim Wunnenstein. Ein Beitrag zur Siedlungsgeschichte des 18. Jahrhunderts. (S. 68–90)
- Oscar Paret: Ein Bauzauber von Bietigheim aa der Enz. (S. 91–97)
- Theodor Bolay: Auswanderung aus Asperg im 18. und 19. Jahrhundert. (S. 98–126)
- Walter Hagen: Justinus Kerner als Ludwigsburger im politischen Geschehen der Jahre 1817 und 1848. (S. 127–134)
- Heinrich Gaese: Eduard Mörikes Jugendland. (S. 135–156)
- Ilse Manke: Zwei Ludwigsburger Stadtpläne aus den Jahren 1782 und 1805–1820. (S. 157–162)
- Walter Hagen: Ein unbekannter Brief von David Friedrich Strauß aus dem Jahre 1838. (S. 163–165)
- Oscar Paret: Neue vorgeschichtliche Funde im Kreis Ludwigsburg. (S. 166–178)
- Theodor Bolay: Kurze Geschichte der Asperger Michaelskirche. (S. 179–184)
- Robert Simen: Die Innenerneuerung der Johanneskirche [sic!] in Erdmannhausen. (S. 184–187)
- Paul Krüger: Restaurierungs- und Instandsetzungsarbeiten im Schloss Ludwigsburg von der Nachkriegszeit bis heute. (S. 187–196)

### Heft 17 (1965)
- Willi A. Boelcke: Kornwestheim von der Römerzeit bis ins Mittelalter. (S. 7–35)
- Willi Müller: Zur Namensforschung und Siedlungsgeschichte. Alliterierende Ortsnamen im und um den Kreis Ludwigsburg. (S. 36–51)
- Wolfgang Bollacher: Die Gründung Ludwigsburgs und das altwirtembergische Kirchengut. (S. 52–69)
- Markus Otto: Nachreformatorische Gemälde in den Kirchen des Kreises Ludwigsburg. 2. Teil: Gemälde an Emporenbrüstungen. (S. 70–92)
- Hans Schmäh: Das Ludwigsburger Arbeitshaus. (S. 93–117)
- Erhard Lenk: Mag. Rudolf Friedrich Heinrich Magenau, Pfarrer, Dichter, Schriftsteller, Heimatforscher und Pädagoge, 1767–1846. (S. 118–146)
- Walter Hagen: Aus Leben und Werk von Tony Schumacher (1848–1931). (S. 147–164)
- Ilse Manke: Das Ludwigsburger Heimatmuseum. (S. 165–174)
- Oscar Paret: Von neuen vorgeschichtlichen Funden im Kreis Ludwigsburg. (S. 175–178)
- Gerhard Braun: Die Georgskirche in Schwieberdingen. Innenerneuerung 1962–1964. (S. 179–184)
- Elisabeth Zipperlen: Fünf erneuerte Kirchen unseres Kreises (Erligheim, Hofen, Hohenstein, Freudental und Löchgau). (S. 185–202)

### Heft 18 (1966)
- Oscar Paret: Ottmarsheim in vor- und frühgeschichtlicher Zeit. (S. 7–21)
- Willi A. Boelcke: Ottmarsheim im Mittelalter. (S. 22–46)
- Gerhard Deibel: Von der Reformation zur Gegenwart. (S. 47–58)
- Emil Unkauf: Die neue Straße nach Besigheim. Bau der Wasserleitung. (S. 59–60)
- Hermann Schütz: Ottmarsheim heute. (S. 61–70)
- Markus Otto: Die Pfarrkirche St. Hippolyt. (S. 71–84)
- Wolfgang Bollacher: Das Ottmarsheimer Dorfrecht von 1571. (S. 85–92)
- Elisabeth Zipperlen: Liebenstein und die Liebensteiner. (S. 93–104)
- Willi Müller: Der Ortsname und seine Geschichte. (S. 105–108)
- Willi Müller: Ein Blick über Flur und Flurnamen. (S. 109–113)
- Hans Peter Weber: Alte Ottmarsheimer Familien. Mit Listen der Pfarrer, Lehrer und Bürgermeister (Schultheißen). (S. 114–125)
- Karl Kramer: Unsere Namen – einmal ganz anders. (S. 126–128)
- Theodor Bolay: Auswanderer erzählen. (S. 128–135)
- Emil Unkauf: Die Ottmarsheimer am Werktag und am Feiertag. (S. 135–141)
- Willi Müller: Soldat Luitle aus Ottmarsheim. (S. 141–143)
- Willi A. Boelcke: Kornwestheim im späten Mittelalter. (S. 144–162)
- Gislinde Gaese: Zur Geschichte der Ludwigsburger Alleen. (S. 163–179)
- Walter Hagen: Friedrich Notter und Eduard Mörike. (S. 180–191)

### Heft 19 (1967)
- Willi A. Boelcke: Kornwestheim an der Schwelle der Neuzeit. (S. 7–31)
- Otto Kleinknecht: Zur frühesten Geschichte des Murrgaus. (S. 32–70)
- Willi Müller: Namen – Zelgen – Gräber – Markungen. Ein vorläufiger Beitrag zur alemannisch-fränkischen Besiedlungsgeschichte. (S. 71–89)
- Erhard Lenk: Magister Ludwig Friedrich Heyd. Pfarrer, Geschichtsforscher und Historiograph (1792–1842). (S. 90–112)
- Gislinde Gaese: Zur Geschichte der Ludwigsburger Alleen. (S. 113–119)
- Oscar Paret: Zur Ausstellung Kirschler-Schupp am 21. Januar 1967 in der Volkshochschule Ludwigsburg. (S. 120–124)
- Walter Kirschler und Kurt Schupp: Neue steinzeitliche Funde auf Ludwigsburger Boden. (S. 125–130)
- Oscar Paret: Die Pleidelsheimer Fibel. (S. 131–133)
- Günter P. Fehring und Barbara Scholkmann: Erste Ergebnisse der Grabung in der Martinskirche zu Kornwestheim. (S. 134–137)
- Markus Otto: Die Katharinenkirche zu Eglosheim. (S. 138–144)
- Elisabeth Zipperlen: Die Erneuerung der Besigheimer Stadtkirche. (S. 145–152)
- Elisabeth Zipperlen: Die evangelische Pfarrkirche in Gemmrigheim. (S. 153–159)

### Heft 20 (1968)
- Heinrich Gaese: Zur Gründung der Stadt Ludwigsburg. (S. 7–31)
- Theodor Bolay: Wie Asperg Amt- und Stadtgerechtigkeit an Ludwigsburg verlor (1718–1740). (S. 32–52)
- Otto Schifferer: Die wirtschaftliche Entwicklung Ludwigsburgs von der Gründung der Stadt bis zum Beginn des 2. Weltkrieges. (S. 53–81)
- Walter Hagen: Dr. August Hermann Werner, der Arzt, der Christ, der Kinderfreund. (S. 81–94)
- Erhard Lenk: Johannes Buhl, Begründer der evangelischen Lehrerinnenbildung in Württemberg (1810–1868). (S. 94–105)
- Heino Gaese: Zu Mörikes Ehrendoktor. Samt zwei Briefen Mörikes und einem F. Th. Vischers. (S. 105–111)
- Rudolf Kieß: Zur Geschichte der Hart bei Steinheim an der Murr. (S. 112–135)
- Wolfgang Bollacher: Steinkreuze im Landkreis Ludwigsburg. (S. 135–161)
- Werner Fleischhauer: Die Plastik der Renaissancezeit im Bereich des Kreises Ludwigsburg. (S. 162–176)
- Oscar Paret: Römischer Weihestein aus dem Neckar bei Marbach. (S. 177–179)
- Markus Otto: Die Pfarrkirche St. Georg zu Höpfigheim. (S. 180–187)
- Elisabeth Zipperlen: Das renovierte Gotteshaus von Kirchheim am Neckar. (S. 187–193)

### Heft 21 (1969)
- Willi Müller: Die Entstehung der Markung Bietigheim an der Enz. (S. 7–43)
- Kurt A. Schupp: Alemannisch-fränkische Reihengräber in Pleidelsheim. (S. 43–50)
- Willi Müller: Erste urkundliche Erwähnung der Orte des Kreises Ludwigsburg. (S. 50–55)
- Reinhold Rau: Die Herren von Urbach zu Mundelsheim und Höpfigheim. (S. 56–65)
- Otto Schifferer: Die wirtschaftliche Entwicklung Ludwigsburgs von der Gründung der Stadt bis zur Bundesrepublik. (S. 66–83)
- Willi Müller: Das renovierte Alte Schloss zu Beihingen am Neckar. (S. 83–86)

### Heft 22 (1970)
- Reinhold Rau: Die Speth von Höpfigheim. (S. 7–15)
- Reinhold Rau: Hans von Urbach zu Mundelsheim, der Städtefeind. (S. 16–21)
- Markus Otto: Die Glasgemälde aus der St. Georgskirche in Kleinbottwar. (S. 22–39)
- Elisabeth Zipperlen: Die Reichsgrafen von Stadion und ihr Schloss in Bönnigheim. (S. 40–60)
- Theodor Bolay: Bietigheims Kampf gegen das Bettlerunwesen am Ende des 18. Jahrhunderts. (S. 60–66)
- Gudrun Vogt-Schnapper: Zur Geschichte von Tracht und Kleidung im Kreis Ludwigsburg. Eine Bestandsaufnahme und Betrachtung aufgrund archivalischer und sonstiger Erhebungen in Schwieberdingen und anderen Orten. (S. 67–106)
- Willi Müller: Gasthaus zur Sonne in Besigheim. Ein kleiner Nachruf. (S. 107–109)

### Heft 23 (1971)
- Reinhold Rau: Beiträge zur Genealogie und Geschichte der Herren von Nippenburg. (S. 7–38)
- Walter Meyer: Carl Friedrich Höllwarth aus Oßweil. Ein Gärtnergeselle im Paris der Jahre 1789–1790. (S. 39–55)
- Walter Meyer: Zwei Militärabschiede württembergischer Corporale (1775 und 1806) und ihr geschichtlicher Hintergrund. (S. 56–67)
- Heinrich Gaese: Ludwigsburger Affairen und Prozesse im deutschen Vormärz. (S. 68–83)
- Eberhard Sieber: Ein Gefangenentagebuch vom Hohenasperg. (S. 84–112)
- Willi A. Boelcke: Kornwestheim an der Schwelle der Neuzeit. (S. 113–125)
- Willi A. Boelcke: Kornwestheim in der Neuzeit. (S. 126–133)
- Karl Rohm: Ein Dorf ändert sein Gesicht. Strukturwandel am Beispiel von Neckargröningen. (S. 134–172)

### Heft 24 (1972)
- Bernd Ottnad: 75 Jahre Historischer Verein Ludwigsburg (Kreis und Stadt) e. V. (S. 7–35)
- Cord Meckseper: Burgen im Kreis Ludwigsburg. (S. 37–64)
- Wolfgang Irtenkauf: Um die Herkunft des Johann Grüninger aus Markgröningen. (S. 65–74)
- Siegfried Greiner: Aus dem Leben des Johannes Hippolyt Brenz. Zum 400. Geburtstag des Studienfreundes Johannes Keplers und zur Erinnerung an die »Jubelpredigt« für die Theologenfamilie Brenz vor 350 Jahren. (S. 75–96)
- Hans-Martin Maurer: Ruhm und Fall des Hohenasperg. Das Drama der ersten Landesfestung im Dreißigjährigen Krieg. (S. 97–111)
- Hans-Martin Maurer: Dokumente zur Belagerung des Hohenasperg im Jahre 1634/35. (S. 113–143)
- Willi A. Boelcke: Kornwestheim in der Neuzeit. (S. 145–235)
- Hermann Josef Dahmen: Die „Neue Chormusik Ludwigsburg“, ein Stück Kulturgeschichte der Stadt Ludwigsburg. (S. 237–243)
- Markus Otto: Die Pfarrkirche St. Pankratius in Möglingen und ihre Kunstwerke. Ein Beitrag zum Thema Denkmalpflege im Kreis Ludwigsburg. (S. 245–262)

### Heft 25 (1973)
- Gregor Richter: Historische Bemerkungen zur Kreisreform von 1973 und zum Gebiet des Großkreises Ludwigsburg. (S. 7–21)
- Karl Rohm: Alamannengräber und Frühbesiedlung in Neckargröningen. (S. 23–49)
- Elisabeth Zipperlen: Zum kirchlichen und klösterlichen Leben in Bönnigheim vor der Reformation. (S. 51–65)
- Paul Sauer: Zur Sozial- und Wirtschaftsgeschichte Affalterbachs, vornehmlich im 16., 17. und 18. Jahrhundert. (S. 67–90)
- Willi A. Boelcke: Über Geschichtsschreiber und Geschichtsschreibung zur neueren Geschichte Kornwestheims, insbesondere die Leistungen und Verdienste von Ch. L. Kerner und G. Rümelin. (S. 91–110)
- Walter Hagen: Legenden um Mörike. (S. 111–124)

### Heft 26 (1974)
- Robert Koch: Der frühmittelalterliche Sporn von Bietigheim. (S. 7–16)
- Theodor Bolay: Geschichte der Stadt Asperg im 17. Jahrhundert. (S. 17–33)
- Karl Rohm: Balthasar Sprenger (Springer) zum 250. Geburtstag. Prälat und Abt, Professor und Herzogl. Württ. Rat, ein Sohn unseres Kreises. (S. 35–50)
- Ernst Benz: David Friedrich Strauß. Zum 100. Todestag. (S. 51–68)
- Siegfried Greiner: David Friedrich Strauß und sein Schüler Hermann Gundert. (S. 69–78)
- Erich Faßl: Ludwigsburg im Umbruch vom Jagdschloss zum regionalen Zentrum. (S. 79–103)
- Elisabeth Zipperlen: Die neue Orgel in der Bönnigheimer Cyriakus-Kirche. (S. 105–114)

### Heft 27 (1975)
- Willi A. Boelcke: Römisches Erbe, alemannische Landnahme und die Entstehung der Grundherrschaft im deutschen Südwesten. (S. 5–57)
- Otto Conrad: Wolf von Wunnenstein, genannt der gleißend Wolf. (S. 59–67)
- Heinrich Gaese: Sebastian Schertlin von Burtenbach. (S. 69–88)
- Wolfgang Irtenkauf: Johann Wolff, Amtmann zu Mundelsheim (1537–1600). (S. 89–116)
- Walter Hagen: Von Eduard Mörikes Leiden, Sterben, Tod und Begräbnis. (S. 117–123)
- Markus Otto: Die Friedhofkirche St. Kilian in Mundelsheim und ihre Kunstschätze. (S. 125–140)
- Erich Faßl: Historische Brunnen im Kreis Ludwigsburg. (S. 141–172)

### Heft 28 (1976)
- Franziska Gräfin Adelmann: Dr. Dietrich von Plieningen zu Schaubeck (um 1453–1520). (S. 9–139)
- Wolfgang Irtenkauf: Das Stundenbuch der Herren von Plieningen. (S. 141–149)

### Heft 29 (1977)
- Robert Uhland: Karl Freiherr von Kerner. Offizier, Techniker, Erneuerer des württembergischen Berg- und Hüttenwesens. (S. 5–68)
- Martin Brecht: Die Frommen und die Kirche – ein spannungsreiches Verhältnis, dargestellt an Beispielen aus der Kirchengeschichte Ludwigsburgs. (S. 69–86)
- Walter Ringwald: Johannes Rebmann 1820–1876. Missionar, Entdecker, Sprachforscher. (S. 87–109)
- Joachim Duwe: Die Michaelskirche in Hochdorf bei Vaihingen/Enz. (S. 111–125)
- Theodor Bolay: Zur Geschichte der Gemeindebackhäuser. (S. 127–153)

### Heft 30 (1978)
- Paul Sauer: Die Verfolgung der jüdischen Bürger durch das Nationalsozialistische Regime insbesondere in Württemberg (1933–1945). (S. 9–21)
- Beate Maria Schüßler: Das Schicksal der jüdischen Bürger von Ludwigsburg während der Zeit der nationalsozialistischen Verfolgung. (S. 23–125)

### Heft 31 (1979)
- Alois Seiler: Die Anfänge der mittelalterlichen Kirchenorganisation im mittleren Neckarraum. (S. 7–22)
- Bernhard Theil: Steinheims Entwicklung zum altwürttembergischen Marktflecken im 17. Jahrhundert. (S. 23–38)
- Robert Uhland: Herzog Carl Eugen von Württemberg. Persönlichkeit und Werk. (S. 39–56)
- Rudolf Mikeler: Die Polizei im Wandel der Geschichte. (S. 57–69)
- Gerhard Rüschen: Alte und neue Werbegrafik – von Franck zu Unifranck. (S. 71–77)
- Wolfgang Schneider: Das Werbemittelarchiv Franck-Unifranck. (S. 79–83)
- Paul Sauer: Das Ende des Dritten Reichs in Württemberg. (S. 85–97)

### Heft 32 (1980)
- Jörg Biel: Der frühkeltische Fund von Hochdorf im Rahmen der Fürstengräber Südwestdeutschlands. (S. 7–21)
- Alois Seiler: Der Deutsche Orden in Südwestdeutschland. Hospitalorden, Ritterorden, Geistlicher Orden vom 12. bis 20. Jahrhundert. (S. 23–42)
- Paul Sauer: Kirche und kirchliches Leben in Tamm im Wandel der Jahrhunderte. (S. 43–58)
- Theodor Bolay: Die Hessigheimer Weiberzeche. (S. 59–78)
- Wolfgang Schmierer: Zur Entstehungsgeschichte von Ludwigsburg. (S. 79–94)
- Herbert Felden: Aus der Geschichte von Hoheneck. (S. 95–102)
- Norbert Stein: Die Kämpfe um Montbéliard im Kriege 1870/71. (S. 103–116)
- Günter Cordes: Das Revolutionsjahr 1918/19 in Württemberg und die Ereignisse in Ludwigsburg. (S. 117–138)

### Heft 33 (1981)
- Arnd Breuning: Der Aldinger Taufstein. Astwerk – Laube – Dämonen. (S. 7–23)
- Hans Joachim Krämer: Schubart und Ludwigsburg. (S. 25–40)
- Bernhard Zeller: Friedrich Schiller in Marbach. (S. 41–54)
- Günther Mahal: Nicht nur eine Parodie. Bemerkungen zu Friedrich Theodor Vischers »Faust III«. (S. 55–75)
- Norbert Stein: Ludwigsburg und seine Regimenter im Kriege 1870/71. (S. 77–112)
- Wolfgang Schmierer: Das Staatsarchiv Ludwigsburg – Datenspeicher für familiengeschichtliche Forschungen. (S. 113–129)
- Alois Seiler: Im Dienst der Allgemeinheit. Zu den Aufgaben des Stadtarchivs Ludwigsburg. (S. 131–134)
- Wolfgang Läpple: Die Bestände des Stadtarchivs Ludwigsburg. Überlieferung, Aufbau, Inhalte. (S. 135–183)

### Heft 34 (1982)
- Klaus Merten: Schloss Favorite in Ludwigsburg. (S. 7–19)
- Alois Seiler: Freiberg – Wurzeln einer jungen Stadt. (S. 20–35)
- Theobald Nebel: Die Geschichte der Freudentaler Juden (Teil 1). (S. 36–74)
- Norbert Stein: Pater Augustin Fischer aus Ludwigsburg – letzter Kabinettssekretär Kaiser Maximilians von Mexiko. (S. 75–133)
- Ulrich Kull: Gottlieb Löffler – ein schwäbischer Maler. (S. 134–143)

### Heft 35 (1983)
- Manfred Scheck: Machtübernahme und Gleichschaltung. Die Oberamtsstadt Vaihingen an der Enz 1932/33. (S. 11–70)
- Markus Otto: Die Scheibenstiftungen für das Großbottwarer Rathaus. (S. 71–93)
- Theobald Nebel: Die Geschichte der Freudentaler Juden (Teil 2). (S. 94–135)
- Elisabeth Zipperlen: Das Barfüßerkloster auf dem Frauenberg bei Bönnigheim. (S. 136–141)
- Otto Schäfer: Die Geschichte der Bausparkasse Wüstenrot – zugleich die Geschichte des deutschen Bausparwesens. (S. 142–157)

### Heft 36 (1984)
- Reinhard Wolf: Gruhen im Landkreis Ludwigsburg. (S. 7–84)
- Helmut Orth: Bissinger Steindenkmale. (S. 85–128)
- Paul Sauer: Marbach im Jahr 1933. (S. 129–144)
- Franziska Gräfin Adelmann: Verschwunden – Vergessen? Was wird aus den kleinen Ortschaften und aus ihren Namen? (S. 145–155)
- Theobald Nebel: Die Geschichte der Freudentaler Juden (Teil 3). (S. 156–205)
- Else Schäfer: Traugott Haffner, Stadtschultheiß in Marbach 1883–1903. (S. 206–221)

### Heft 37 (1985)
- Willi Müller: 30 Aufsätze zur Namens- und Flurnamenforschung.

### Heft 38 (1985)
- Reinhard Wolf: Landschaftswandel in der weiteren Umgebung von Marbach a.N. in acht Jahrhunderten. Erläuterungen zur Karte »Landschaftswandel 1900–1950–1980«. (S. 9–31)
- Paul Sauer: 700 Jahre Stadt Bönnigheim. (S. 32–45)
- Renate Leibfried: Die Kirche St. Pankraz in Hochdorf, Gemeinde Eberdingen. (S. 46–58)
- Renate Leibfried: Der »schlafende Johannes« in der Kirche von Hochdorf, Gemeinde Eberdingen. (S. 59–60)
- Norbert Stein: Musik und Theater im Ludwigsburg des 18. und 19. Jahrhunderts. (S. 61–87)
- Paul Sauer: Zur Geschichte der Juden in Württemberg. (S. 89–103)
- Stefan Beck u. a.: Spielplatzhallen aus der Weimarer Republik in Erdmannhausen, Marbach und Steinheim. Die Zentren der Arbeiterbewegungskultur in der proletarischen Provinz. (S. 104–131)
- Paul Müller: 1945. Aus dem Kriegstagebuch des Bürgermeisters Hermann Käser von Asperg. (S. 132–152)
- Paul Kopf: Bausteine aus dem Jahr der »Stunde Null« (1945). (S. 153–159)

### Heft 39 (1986)
- Kurt A. Schupp: Die Ludwigsburger Porzellan- und Fayencemanufaktur 1758–1824 im Lichte neuer Grabungsfunde. (S. 7–30)
- Franziska Gräfin Adelmann: Bürgerliches Geistesleben im reichsritterschaftlichen Dorf Heutingsheim im späten 18. und frühen 19. Jahrhundert: Pfarrer Johann Friedrich Christmann und Oberamtmann Johann Mader. (S. 31–76)
- Rudolf A. Paulus: Die wissenschaftliche Bildungsanstalt auf dem Salon bei Ludwigsburg. (S. 77–180)
- Horst Janssen: Mörikes Verhältnis zum Katholizismus. (S. 181–184)
- Willi A. Boelcke: Der Gemeinderat in Kornwestheim 1880–1980. Strukturen und Wandlungen einer kommunalen Führungselite. (S. 185–200)

### Heft 40 (1987)
- Dieter Planck: Zur Topographie des römischen Walheim. (S. 7–72)
- Anneliese Seeliger-Zeiss: Die Inschriften des Landkreises Ludwigsburg. Ihre Rolle als geschichtliche Quelle und Spiegel der Sozialstruktur der Bevölkerung vergangener Jahrhunderte. (S. 73–92)
- Wolfgang Bollacher: Georg Sebastian Zilling (1725–1799) – viel geschmähter Dekan und Stadtpfarrer in Ludwigsburg. (S. 93–114)
- Martin Bollacher: Jud Süß Oppenheimer. Sein Bild in der deutschen Literatur. (S. 115–128)
- Wolfgang Kircher: Der Fluchthelfer S. Vom Leben des Schillerfreundes Andreas Streicher (1761–1833). (S. 129–141)
- Rolf Bidlingmaier: Die Ordenskapelle im Ludwigsburger Schloss. (S. 143–169)
- Wolfgang Läpple: Vom Waiblinger Amtshaus zum Hauptwachgebäude und Schulhaus. Das Gebäude Marktplatz 11 in Ludwigsburg. (S. 171–190)
- Hans Joachim Krämer: Ein denkwürdiges Konzert im Ludwigsburg des vorigen Jahrhunderts. Franz Liszt spielte am 17. November 1843 im Ludwigsburger »Waldhorn«. (S. 191–196)
- Hermann Schick: Der Kirchenkampf in Marbach. Ein Beitrag zur Geschichte Marbachs während des Dritten Reichs. (S. 197–209)

### Heft 41 (1988)
- Wolfgang Bollacher: 90 Jahre Historischer Verein für Stadt und Kreis Ludwigsburg e. V. (S. 7–12)
- Albert Sting: Ludwigsburg vor 90 Jahren. (S. 21–39)
- Ingo Stork: Zum Kenntnisstand römischer Gutshöfe im Kreis Ludwigsburg. Fragestellungen, Erhaltung, Aufgaben. (S. 41–52)
- Alois Seiler: Lebenswelt im Mittelalter. Von Adel und Mönchen, Bauern und Bürgern im heutigen Kreis Ludwigsburg. (S. 53–69)
- Alois Seiler: Mittelalterliches Leben in zeitgenössischen Bildern. (S. 71–112)
- Paul Sauer: Von Amtsstädten und Landgemeinden im heutigen Kreis Ludwigsburg. (S. 113–135)
- Bernhard Zeller: Ludwigsburg und seine Dichter. (S. 137–155)
- Markus Otto: 650 Jahre kirchliche Kunst im Kreis Ludwigsburg. (S. 157–175)

### Heft 42 (1988)
- Wolfgang Läpple: Das Schicksal der Ludwigsburger Synagoge. Ein Beitrag zur Geschichte der jüdischen Gemeinde Ludwigsburgs. (S. 7–44)
- Eberhard Kulf: Der Marbacher Lateinschullehrer Simon Studion (1543–16?) und die Anfänge der württembergischen Archäologie. (S. 45–68)
- Reinhard Wolf: Der ehemalige Marbacher Stadtwald bei Siebersbach 1680–1794. (S. 69–142)
- Manfred Scheck: Der Enzweihinger Schulmeister Gottlieb Mittelberger – ein schwäbischer Amerikareisender im 18. Jahrhundert. (S. 143–174)
- Berthold Leibinger: Feudalismus und Wirtschaft. Anmerkungen zur Geschichte Ludwigsburgs. (S. 175–182)
- Paul Müller: Asperg im 2. Weltkrieg. Aus den Erinnerungen des Bürgermeisters Hermann Käser. (S. 183–186)

### Heft 43 (1989)
- Thomas Schulz: Zur Geschichte der Reichsritterschaft im heutigen Landkreis Ludwigsburg. (S. 9–25)
- Bernhard Zeller: Ludwigsburg im Zeitalter der Französischen Revolution. (S. 27–36)
- Hermann Schick: Die Schillerhöhe in Marbach und ihre Bedeutung für die Marbacher Stadtentwicklung. (S. 37–55)
- Wolfgang Schmierer: Vom kühnen Experiment zum soliden Erfolg. 125 Jahre Volksbank Ludwigsburg im Wandel der Geschichte. (S. 57–75)
- Stefan Beck: »Besonders schädigend wirkt der Einfluss der Stadt.« Pfarrberichte zur Industrialisierung und sozialen Differenzierung im ehemaligen Oberamt Marbach zwischen 1890 und 1914. (S. 77–110)
- Karl Moersch: Der Größte war’s im ganzen Land. Anmerkungen zur fünfzigjährigen Geschichte des Kreises Ludwigsburg. (S. 111–125)
- Ulrich Müller: Displaced persons (DPs) in Ludwigsburger Kasernen 1945–1951. (S. 127–139)

### Heft 44 (1990)
- Wolfgang Läpple: General Ferdinand Friedrich Heinrich von Mylius und seine Straße in Ludwigsburg. (S. 7–50)
- Stefan Uhl: Schloss Harteneck bei Ludwigsburg. Bemerkungen zum spätmittelalterlichen Baubestand. (S. 51–63)
- Friedrich Freiherr von Gaisberg-Schöckingen: Der »Urstamm« der Freiherren von Gaisberg. (S. 65–79)
- Hans Hartig: Jakob Friedrich Kammerer aus Ludwigsburg. Erfinder der Zündhölzer. (S. 81–116)
- Hermann Haufler: Der verlorene Schatz von Schloss Hochberg. Die Beziehungen des russischen Dichters Michail Jurjewitsch Lermontow zu Freifrau Alexandra Maichailowna von Hügel. (S. 117–125)
- Kurt A. Schupp: Geschichtsquelle Dachboden. Entdeckungen in der alten Ludwigsburger Porzellanmanufaktur. (S. 127–157)
- Rudolf Mikeler: Zur Geschichte des Zuchthauses in Ludwigsburg 1933–1945. (S. 159–169)
- Manfred Scheck: Ergänzendes zu Gottlieb Mittelberger. (S. 185–186)

### Heft 45 (1991)
- Hermann Ehmer: Der Wunnenstein und die Wunnensteiner. (S. 7–20)
- Leopold Stierle: Adel in Bietigheim. (S. 21–38)
- Birgit Hlawatsch: Monrepos. 400 Jahre württembergische Geschichte. (S. 39–69)
- Norbert Stein: Zur Geschichte des Festin- und Theaterbaus beim Seeschloss Monrepos. (S. 71–86)
- Wolfgang Läpple: Ludwigsburg in den ersten Jahren nach dem 2. Weltkrieg – dargestellt anhand von Quellen des Stadtarchivs Ludwigsburg. (S. 87–170)
- Ulrich Müller: Die Internierungslager in und um Ludwigsburg 1945–1949. (S. 171–195)

### Heft 46 (1992)
- Irmgard Knoll: Die Grafen von Asperg – ein Zweig der Pfalzgrafen von Tübingen. (S. 11–35)
- Karl Moersch: Das Beispiel Mélac. Der sprichwörtliche Bösewicht. Fakten und Legenden. (S. 36–47)
- Wolfgang Läpple: Streiflichter aus der militärischen Vergangenheit Ludwigsburgs. (S. 48–83)
- Bernd Schmid-Kemmner: »...leuchtest mir zum frühen Tod.« Kriegsdenkmäler im Landkreis Ludwigsburg als Geschichtsquellen. (S. 84–160)
- Erich Viehöfer: »Spezerei und Eisen«. Zur Geschichte der Firma »Gebrüder Lotter« in Ludwigsburg. (S. 161–188)
- Erich Viehöfer: Nochmals: Zuchthaus Ludwigsburg 1933–1945. (S. 204–205)

### Heft 47 (1993)
- Ingo Stork: Alamannen und Franken im Landkreis Ludwigsburg. (S. 7–48)
- Leopold Stierle: Wer war Bernger von Bietigheim? (S. 49–77)
- Hermann Schick: Pietismus und Separatismus im 18. Jahrhundert. Streiflichter aus der Kirchengeschichte des Landkreises Ludwigsburg. (S. 79–85)
- Hans Dieter Flach: Geschichtsquelle Erdboden. Entdeckungen neben der alten Ludwigsburger Porzellanmanufaktur. (S. 87–100)
- Karl Moersch: Heinrich Franck und seine Zeit. (S. 101–114)

### Heft 48 (1994)
- Friedrich Karl Azzola: Zur weltlichen Ikonographie einer spätmittelalterlichen Kreuzplatte in Oberstenfeld. Das Rad als Wagnerzeichen. (S. 7–14)
- Thomas Schulz: Die Markgröninger Lateinschule im Spätmittelalter und in der frühen Neuzeit. (S. 15–32)
- Erich Viehöfer: Vom Tollhaus zum Museum. Die Geschichte des Hauses Schorndorfer Straße 38 und seiner Bewohner. (S. 33–52)
- Albrecht Gühring: 100 Jahre Bottwartalbahn. (S. 53–83)
- Theobald Nebel: Julius Marx. Ein jüdisch-schwäbischer Unternehmer aus Freudental. (S. 85–115)
- Adolf Leibbrand: Der Luftkrieg im Kreis Ludwigsburg 1939 bis 1945. (S. 117–155)

### Heft 49 (1995)
- Matthias Klein: Archäologie im römischen Gutshof von Ludwigsburg-Hoheneck einst und jetzt. Ergebnisse der Ausgrabungen von 1911, 1986/89 und 1991/92. (S. 7–35)
- Irmgard und Rolf Knoll: Zu Aspergs Anfängen: »Graf« Gozbert oder das Ende einer Legende. (S. 37–43)
- Hans Dieter Flach: Zum Beschaffungswesen der frühen Ludwigsburger Porzellan- und Fayencemanufaktur. (S. 45–65)
- Eberhard Fritz: Vom »Seehaus« zum »Monrepos«. Studien zur Funktion des Seeschlosses unter König Friedrich von Württemberg. (S. 67–92)
- Uwe Jens Wandel: John Christopher Hampp Esquire – von Marbach nach Norwich. (S. 93–104)
- Heinz Martin Murr: Die Freiherren von Wirsing. Aus sächsischer Diplomatenfamilie ins Oßweiler Schloss. (S. 105–128)
- Hermann Schick: Marbacher Frauenschicksale um 1900. (S. 129–146)
- Wassili Kowalenko: »Unser Leben war schwer und eintönig.« Erinnerungen eines ehemaligen Zwangsarbeiters aus der Ukraine. (S. 147–170)
- Gerhard Würth: Schülerkanoniere aus Ludwigsburg im Bombenkrieg 1943–1945. (S. 171–199)
- Heinz Georg Keppler: 160 Jahre Marbacher Schillerverein. (S. 201–208)
- Hans Dietl: Nochmals: Das Aldinger Taufbecken. (S. 223–227)

### Heft 50 (1996)
- Stephan Molitor: Der Vertrag des Bischofs Balderich von Speyer mit dem Diakon Wolvald vom 29. Januar 972. (S. 11–19)
- Albrecht Gühring: Die Alexanderkirche in Marbach am Neckar. (S. 21–60)
- Erich Viehöfer: Palais Schütz und Roter Ochsen. Zur Baugeschichte des Ludwigsburger Gefängnisses. (S. 61–94)
- Wolfgang Klusemann: Hans Hermann (1875–1953), württembergischer Artillerieoffizier und Ludwigsburger Bürger. (S. 95–118)
- Marc-Wilhelm Kohfink: Mit Eigenheimen gegen den Alkoholmissbrauch. Georg Kropps »Gemeinschaft der Freunde« und der soziale Liberalismus. (S. 119–153)
- Christoph Randler: Der Weißstorch im Kreis Ludwigsburg – einst ein verbreiteter Brutvogel, heute nur noch Durchzügler. (S. 155–163)

### Heft 51 (1997)
- Stephan Molitor: Die Bietigheimer Stadterhebungsurkunde Kaiser Karls IV. vom 28. August 1364. (S. 11–14)
- Remo Boccia: Italienische Künstler am Stuttgarter und Ludwigsburger Hof des 17. und 18. Jahrhunderts. (S. 15–61)
- Johann Michael Bruhn und Andreas Kaiser: Ein deutscher Held und Feldherr. Freudental und der kaiserliche General Hans Carl von Thüngen. (S. 63–100)
- Elfriede Krüger: Herzogin Elisabeth Sophia Friederike von Württemberg und andere Frauen am Hofe Herzog Carl Eugens. (S. 101–118)
- Gertrud Fiege: Die Ludwigsburger Künstlerinnen. Ludovike Simanowiz und Regine Voßler – Musik und Malerei – ein Doppelporträt. (S. 119–129)
- Hans Dieter Flach: Drei schwarze Adler auf Porzellan. Zur Tätigkeit des Ludwigsburger Porzellanmalers und Vergolders Johann Anton Tronner. (S. 131–143)
- Wolfgang Läpple: Die Gans des 1. Reiter-Regiments. Eine »tierische« Episode aus der militärischen Vergangenheit Ludwigsburgs. (S. 145–157)
- Klaus Schönberger: »Daneben ist aber eine Industrie emporgewachsen...« Zur Sozialgeschichte der Industrialisierung im Oberamt Marbach 1880–1920. (S. 159–179)
- Hermann Glaser: Über die ästhetische Erziehung des Menschen in der Industriegesellschaft. (S. 181–192)

### Heft 52 (1998)
- Stephan Molitor: Eine Bebenhäuser Privaturkunde von 1243 über Besitzerwerb in Geisnang, einer Vorgängersiedlung von Ludwigsburg. (S. 7–11)
- Herbert Hoffmann: 1200 Jahre Heimerdingen. (S. 13–33)
- Herbert Schempf: Württemberg als Rechtsfall. Der Felonieprozess gegen Herzog Ulrich 1548 bis 1553 im Spiegel der Rechtsgutachten. (S. 35–46)
- Joachim Hahn: Die Entstehung der israelitischen Gemeinde in Ludwigsburg in der ersten Hälfte des 19. Jahrhunderts. (S. 47–66)
- Wolfgang Läpple: Ludwigsburg in den Revolutionsjahren 1848/49. (S. 67–141)
- Irmgard Sedler: Links und rechts vom Schienenstrang. Ein Nachtrag zur Jubiläumsausstellung »150 Jahre Eisenbahn in Kornwestheim«. (S. 143–173)
- Klaus Schönberger: Soziale Differenzierung und Anfänge der Arbeiterbewegung im Oberamt Marbach. (S. 175–201)

### Heft 53 (1999)
- Stephan Molitor: Ein »Grafentag« in Ingersheim (1105/1120). (S. 9–13)
- Hermann Burkhardt: Die Eglosheimer Katharinenkirche im 15. Jahrhundert als Wallfahrtskirche Unserer Lieben Frau. (S. 15–28)
- Martin Burkhardt: Ketlin Klein und die Säkularisation von Kirchengütern in Häfnerhaslach unter Herzog Ulrich. (S. 29–36)
- Volker Trugenberger: »Die Magd bey dem Knecht angetroffen«. Gesinde im Strohgäu in der frühen Neuzeit. (S. 37–73)
- Albrecht Gühring: Die Marbacher Tortürme. (S. 75–93)
- Petra Schad: Vom Lumpen zum Kulturträger. Herstellung und Geschichte des Papiers unter Berücksichtigung der Markgröninger Papiermühle. (S. 95–108)
- Wolfgang Klusemann: Das Gefecht bei Erligheim am 3. November 1799. (S. 109–131)
- Hermann Schick: Werden und Vergehen des Oberamts Marbach. (S. 133–152)
- Günther Bergan: Der Ratskeller in Ludwigsburg. Geschichte und Geschichten. (S. 153–198)

### Heft 54 (2000)
- Stephan Molitor: Die »Gründungsurkunde« des Klosters Mariental in Steinheim (um 1255). (S. 7–10)
- Hermann Ehmer: Das Stift Oberstenfeld. Von der Salierzeit bis ins 20. Jahrhundert. (S. 11–23)
- Martin Burkhardt: Bücher, Bildung und Kirchengesang in Eglosheim am Ende des Mittelalters. (S. 25–40)
- Hans Dieter Flach: Ein bisher unbekannter Manufakturmarkentyp auf Ludwigsburger Porzellan. (S. 41–50)
- Albrecht Gühring: »Einen Keil in das Gewissen schlagen«. Der Theologe Ludwig Hofacker (1798–1828). (S. 51–68)
- Joachim Baur: Ein Revolutionär mit zwei Anläufen. Georg David Hardegg aus Eglosheim (1812–1879). (S. 69–94)
- Gertrud Bolay: Friedrich Wilhelm von Schaal (1842–1909). Ein Ludwigsburger Ehrenbürger. (S. 95–107)
- Wolfgang Klusemann: Von den Gewächshäusern bis zur Filmakademie. Ein Beitrag zur Ludwigsburger Kasernengeschichte. (S. 109–124)
- Wolfgang Läpple: Der Aussichtsturm am Salonwald. Ein vergangenes Wahrzeichen Ludwigsburgs. (S. 125–150)
- Eduard Theiner: Als Ludwigsburg gleislos fuhr. Die Oberleitungsbahnen nach Aldingen und Hoheneck 1910–1926. (S. 151–173)
- Paul Kopf: Die Ludwigsburger Lehrersfamilie Müller und ihr soziales Umfeld. (S. 175–182)

### Heft 55 (2001)
- Stephan Molitor: Stadt und Amt Marbach werden pfälzisches Lehen. Der Lehensrevers Graf Ulrichs V. von Württemberg vom 26. April 1463. (S. 7–11)
- Thomas Schulz: Zur Geschichte der Getreidemühlen im Kreis Ludwigsburg. (S. 13–35)
- Wolfgang Schöllkopf: »Zwischen Herzog und Herrgott«. Hofprediger zur Zeit Herzog Eberhard Ludwigs. (S. 37–57)
- Wolfgang Läpple: Aus der Geschichte des Ludwigsburger Feuersees. (S. 59–88)
- Günther Bergan: »Zum goldenen Waldhorn«. Herrschaftliches Wirtshaus und Herberge, Ludwigsburgs ältestes Haus. (S. 89–126)
- Hermann Schick: Sozialfälle im Marbach der Biedermeierzeit. (S. 127–142)
- Ernst Schedler: Die Stiftskirche Oberstenfeld. Ihr Zustand kurz vor der großen Renovierung von 1888/1891 und deren wesentliche Veränderungen. (S. 143–170)
- Hermann Burkhardt: Ein Dorf und eine Stadt. Zur Eingemeindung von Eglosheim vor 100 Jahren. (S. 171–180)
- Theobald Nebel: Simon Meisner (1912–1994). Leben und Schicksal des letzten jüdischen Lehrers in Freudental. (S. 181–209)
- Werner Volke: Schwäbische Dichter und der Wein. (S. 211–228)

### Heft 56 (2002)
- Stephan Molitor: Die Hartgenossenschaft im Streit mit ihren Nachbarn. Der Vergleich vom 20. Juli 1478. (S. 7–10)
- Albrecht Gühring: Von der Urfehde bis zur Hinrichtung. Kriminalfälle in Marbach zwischen 1500 und 1750. (S. 11–35)
- Günther Bergan: Historische Alleen in Ludwigsburg. (S. 37–58)
- Albert Sting: »Die Kirche in der Mitte der Stadt«. Zur Geschichte der Ludwigsburger Stadtkirche. (S. 59–83)
- Eduard Theiner: Drill für Ludwigsburgs Soldaten. Der Große Exerzierplatz und das Schießtal. (S. 85–114)
- Paul Sauer: August Lämmle (1876–1962). Vom Oßweiler Bauernsohn zum schwäbischen Heimatdichter und Volkskundler. (S. 115–128)
- Hermann Schick: Die Marbacher Schillerverehrung im Wandel der Zeiten. (S. 129–152)
- Thomas Schulz: Die Entstehung des »Großkreises« Ludwigsburg. Bemerkungen zur Kreisreform von 1973. (S. 153–167)

### Heft 57 (2003)
- Stephan Molitor: Eine echte Urkunde Kaiser Ludwigs des Frommen für Kloster Murrhardt aus dem Jahre 816. Zur Ersterwähnung von Oßweil und Erdmannhausen. (S. 7–10)
- Paul Sauer: Siegelhausen im Mittelalter und zu Beginn der Neuzeit. (S. 11–25)
- Albrecht Gühring: Siegelhausen vom Regierungsantritt Herzog Christophs bis zum Anschluss an Marbach am Neckar (1550–1828). (S. 27–72)
- Wolfgang Klusemann: Das Königliche Militärspital in der Schorndorfer Straße zu Ludwigsburg (1806–1881). (S. 73–95)
- Jürgen Mittag: Wilhelm Keil. Sozialdemokratischer Parlamentarier aus Ludwigsburg an den Wendepunkten deutscher Geschichte. (S. 97–113)
- Götz Arnold: Die Neckar-Enz-Stellung. Militärischer Schutzwall nach dem Ersten Weltkrieg. (S. 115–144)
- Wolfgang Läpple: Kriegsereignisse in Ludwigsburgs Partnerstadt Jevpatorija/Krim während des Zweiten Weltkriegs. (S. 145–154)
- Günther Bergan: Die Baumeister-Familie Baumgärtner und ihre Sammlung von Architekturzeichnungen im Stadtarchiv Ludwigsburg. (S. 155–163)
- Karl Halbauer: Ein Heiliger unter falschem Namen. Zur Ikonographie der angeblichen Petrus-Statue in Schwieberdingen. (S. 165–172)

### Heft 58 (2004)
- Wolfgang Läpple: Vom Erlachhof zur »Ludwigsburg«. Die erste offizielle Nennung des Namens Ludwigsburg im Jahre 1705. (S. 7–11)
- Rolf Bidlingmaier: Italienische Künstler und Kunsthandwerker am Ludwigsburger Schloss. Herkunft, Verwandtschaftsbeziehungen, Werke. (S. 13–44)
- Daniel Schulz: Sprechende Wände. Graffiti aus der Bauzeit des Ludwigsburger Schlosses. (S. 45–70)
- Bernd Wunder: Herzog Eberhard Ludwig als General und Feldmarschall. (S. 71–87)
- Sybille Oßwald-Bargende: Die umstrittene Karriere einer »regierenden Mätresse«. Christina Wilhelmina von Grävenitz und die höfische Gesellschaft des Herzogtums Württemberg. (S. 89–97)
- Eberhard Schauer: Musik und Tanz am Hofe Herzog Eberhard Ludwigs. (S. 99–110)
- Albrecht Gühring: Der Bau von Schloss und Stadt Ludwigsburg aus der Sicht Marbachs. (S. 111–134)
- Petra Schad: Die Auflösung des traditionsreichen Amtes Markgröningen. (S. 135–157)
- Annegret Kotzurek: Schloss Ludwigsburg zur Regierungszeit Herzog Carl Eugens von Württemberg. (S. 159–187)
- Eberhard Fritz: Schloss Ludwigsburg als Sommerresidenz. König Friedrich von Württemberg und seine Hofhaltung im frühen 19. Jahrhundert. (S. 189–236)
- Marieluise Kliegel: »Zu Diensten«. Kleiden und Leben der Diener am Ludwigsburger Hof vornehmlich im 19. Jahrhundert. (S. 237–249)
- Günther Bergan: »Die Kriegsmacht zu stützen, die Bürger zu schützen...« Torhäuser, Tore und Stadtmauer von Ludwigsburg. (S. 251–292)

### Heft 59 (2005)
- Stephan Molitor: Eine antikönigliche Versammlung am Neckar. Der »Marbacher Bund« vom 14. September 1405. (S. 7–15)
- Petra Schad: Die Frauenkirche in Unterriexingen. Pfarrkirche, Wallfahrtskirche, Friedhofskirche. (S. 17–38)
- Albrecht Gühring: Friedrich Schillers Marbacher Vorfahren. (S. 39–51)
- Klaus Merten: Die Ludwigsburger Schlosskirche. Zur Vorgeschichte ihrer Entstehung 1707–1720. (S. 53–62)
- Erich Viehöfer: Schellenwerker, Galioten, Schänzer. Arbeitseinsatz von Sträflingen in und um Ludwigsburg. (S. 63–86)
- Günther Bergan: Ludwigsburger Bürger- und Handwerkerhäuser nach 1760. Subventioniert, reglementiert, standardisiert. (S. 87–104)
- Hans Dieter Flach: »Hera« und »Leda« von Johann Wilhelm Götz. Nach 245 Jahren ein Ludwigsburger Figurenpaar wieder entdeckt. (S. 105–111)
- Hermann Schick: Friedrich Ferdinand Drück (1754–1807). (S. 113–130)
- Eduard Theiner: Schloss Remseck und seine Gäste. (S. 131–150)
- Daniel Schulz: Zwischen Hakenkreuz und Milky Way. Zur Geschichte des Ludwigsburger Schlosses im 20. Jahrhundert. (S. 151–172)

### Heft 60 (2006)
- Stephan Molitor: Frühmittelalterlicher Besitz des Reichsklosters Lorsch im Murrgau.
- Paul Sauer: Die Hochadelsburg Wolfsölden im Licht historischer Quellen.
- Jaroslaw Piech: »... auf dem Hochgericht am Strang nach und nach elendiglich erworgen.« Galgenstandorte im Landkreis Ludwigsburg.
- Albrecht Gühring: Die Vorfahren von Tobias Mayer.
- Petra Schad: Widerschein des barocken Ludwigsburger Schlossbaus in kirchlichen und profanen Gebäuden Markgröningens und Löchgaus.
- Thomas Schulz: Machtmissbrauch und Tyrannei eines herzoglichen Beamten. Der Besigheimer Vogt Viktor Stephan Essich (1709–1775).
- Paul Kopf: Katholisches Leben in Ludwigsburg von der Stadtgründung bis zum Beginn des 19. Jahrhunderts.
- Daniel Schulz: »Wie man reden, gehen, schreiben lernt...« Prinzenerziehung in Württemberg.
- Paul Sauer: Vom Herzogtum zum Königreich Württemberg. Die Schaffung des modernen württembergischen Staates durch König Friedrich.
- Friedrich Wilhelm Eigler: Ein »wiederentdecktes« Eisenmedaillon mit dem Bildnis König Friedrichs I. von Württemberg. Erster künstlerischer Eisengroßguss Wasseralfingens.
- Albrecht Bergold: Eduard Mörike – im Herzen ein Ludwigsburger.
- Daniel Kirn: »Mit Sack und Pack«. Die Auswanderung aus Württemberg im 19. Jahrhundert unter besonderer Berücksichtigung der Stadt Ludwigsburg.
- Klaus Warthon: 125 Jahre Murrtalbahn. (S. 185–199)

### Heft 61 (2007)
- Christian Burkhart: Die „unerbittliche Fehde“ zwischen dem Speyerer Fürstbischof Siegfried von Wolfsölden und dem Lorscher Klostervogt Graf Berthold von Lindenfels (1128/30). (S. 7–29)
- Hans Dieter Flach: „Abgekupfert“. Vorlagenverwendung von Malern und Modelleuren der Ludwigsburger Porzellan-Manufaktur. (S. 31–42)
- Eberhard Fritz: Der württembergische Hof im frühen 19. Jahrhundert. Zur Lebenswelt der Hofbediensteten in der Regierungszeit des Königs Friedrich. (S. 43–62)
- Daniel Schulz: „Bei Königs unterm Fußboden“. Fundstücke des frühen 19. Jahrhunderts aus den Fehl- und Zwischenböden des Ludwigsburger Schlosses. (S. 63–84)
- Günther Bergan: Vorhang auf und Applaus! – Theaterleben in Ludwigsburg. Von Hofschauspielern und wandernden Theatergruppen. (S. 85–120)
- Thomas Schulz: Das Oberamt Ludwigsburg in den Jahren der Weimarer Republik. (S. 121–153)
- Albrecht Gühring: 50 Jahre Marbacher Stadtteil Hörnle. (S. 155–165)
- Paul Kopf: Marksteine in der Geschichte der Ludwigsburger Katholiken zwischen 1798 und 2006. (S. 167–179)
- Reinhard Wolf: Gewölbeunterstände und Häuschen aus Stein. Typische Kleindenkmale der historischen Weinbergslandschaft. (S. 181–196)

### Heft 62 (2008)
- Hermann Schick, Albrecht Gühring: Die Marbacher Stadtmusikanten. (S. 7–22)
- Gertrud Bolay: Die jüdische Gemeinde Hochberg 1772–1912. (S. 23–50)
- Daniel Schulz: Die Versorgung des Hofes, Küche, Ernährung und Hausrat im Ludwigsburger Schloss. (51–66)
- Rolf Bindlingmaier: Klassizismus und Empire in Schloss Ludwigsburg. Der Umbau der Sommerresidenz unter König Friedrich I. von Württemberg und Königin Charlotte Mathilde. (S. 67–110)
- Hanspeter Fischer: Die Landschaft im Bild und in der Landkarte. Die kartographischen, geologischen und künstlerischen Werke des Ingenieur-Topographen Heinrich Bach (1812–1870). (S. 111–118)
- Klaus Herrmann: Zur Entwicklung der Landwirtschaft in Ludwigsburg und Umgebung von 1815 bis heute. (S. 119–142)
- Alexander Brunotte: Leben und Sterben des Wehrmannes Jakob Hönes aus Münchingen. Archäologie des Ersten Weltkriegs und ihre Folgen. (S. 143–156)
- Bettina Wild: Hanns Wolfgang Rath und die Ludwigsburger Gesellschaft der Mörike-Freunde. (S. 157–174)
- Michael Schirpf: Freudental 1933–1942. Antisemitismus und Leben in einem christlich-jüdischen Dorf. (S. 175–194)
- Albrecht Gühring: 400 Jahre Marbacher Apotheke. (S. 195–200)

### Heft 63 (2009)
- Werner Spec: 300 Jahre Ludwigsburg (S. 7–14)
- Paul Sauer: Herzog Eberhard Ludwig von Württemberg (1676–1733) (S. 13–26)
- Daniel Schulz: Am Anfang war ein Jagdschloss, ein Wirtshaus und ein Krawattendörfle. Italiener, „Kroaten“ und andere Migranten am Ludwigsburger Schlossbau (S. 27–54)
- Rolf Bindlingmaier: Kaufleute, Handwerker und Künstler. Die soziale und geographische Herkunft der ersten Ludwigsburger Einwohner. (S. 55–68)
- Andrea Fix: Einzüge – Auszüge – Umzüge (S. 69–90)
- Günther Bergan: Der Ludwigsburger Pferdemarkt (S. 91–124)
- Wolfgang Schöllkopf: Von der „Pomeranzenkirche“ zur Professorenkanzel. Aus den ersten hundert Jahren Ludwigsburger Kirchengeschichte(n) (S. 125–152)
- Thomas Schulz: Die Lateinschule Ludwigsburg von ihrer Gründung bis zum Beginn des 19. Jahrhunderts (S. 153–170)
- Albrecht Gühring: Pflugfelden und Poppenweiler im Spiegel der ersten Ludwigsburger Jahre (S. 171–178)
- Brigitte v. Egloffstein: Von Hexen und Heiligen. Schiller und seine Frauen (S. 179–186)

### Heft 64 (2010)
- Elfriede Kröger: Paul Sauer zum Gedenken. (S. 7–8)
- Kai Naumann: Wenn es beim Jagdschloss geblieben wäre. Über Nutzen und Nachteil der Gründung Ludwigsburgs für die benachbarten Dorfgemeinden. (S. 9–22)
- Daniel Schulz: Mars, Venus, Bacchus & Co. Die barocken Groß-Skulpturen des Ludwigsburger Schlosses. (S. 23–60)
- Julius Fekete: Philipp Jakob Ihle (1736-nach 1790). Porzellan-, Theater- und Kirchenmaler in Ludwigsburg, Hofmaler des Prinzen Friedrich Eugen von Württemberg in Mömpelgard. (S. 61–80)
- Eberhard Fritz: Tiergarten Monrepos – Domäne Seegut, Jagd und Viehzucht unter den Königen Friedrich und Wilhelm I. von Württemberg. (S. 81–112)
- Wolfgang Klusemann: Die zerbrochene Karriere eines württembergischen Ulanenoffiziers. (S. 113–124)
- Günther Bergan: Als das Fahrrad noch Bicycle oder Velociped hieß. Die Anfänge des Fahrradfahrens in Ludwigsburg 1888–1918. (S. 125–150)
- Thomas Schulz: Aus der Geschichte des Oberamts Besigheim. (S. 151–180)
- Herbert Hoffmann: Industrialisierung einer Kulturlandschaft. Das Strohgäu – Kornkammer und industrielle Vorzeigeregion des Landes. (S. 181–200)
- Helmuth Mojem: Der Hausheilige. Schiller-Traditionspflege und Schiller-Bestand im Deutschen Literaturarchiv Marbach. (S. 201–216)
- Günther Bergan: 100 Jahre David-Friedrich-Strauß-Denkmal. (S. 217–224)

### Heft 65 (2011)
- Albrecht Gühring: Marbacher Märkte in den letzten tausend Jahren (S. 7–18)
- Petra Schad: Der Markgröninger Schäferlauf und die Schäferzunft. Entstehung und Entwicklung (S. 19–66)
- Manfred Scheck: Leben und Sterben im Spiegel des Vaihinger Totenbuchs 1609–1788 (S. 67–88)
- Günther Bergan: Von fröhlichen Gebern und verschämten Armen. Ludwigsburger Wohltätigkeitsvereins in der ersten Hälfte des 19. Jahrhunderts (S. 89–124)
- Tobias Arand: „Sie fielen für Vaterland’s Einheit und Recht.“ Das Denkmal für die in Ludwigsburg gestorbenen und begrabenen deutschen „Krieger“ aus dem „Feldzug“ von 1870/71 (S. 125–150)
- Eberhard Fritz: Emil Fritz aus Monrepos, Geschäftsmann in New Mexico. Die Vorgänge um die Westernlegende Billy the Kid und ihre württembergischen Hintergründe. (S. 151–166)
- Erich Viehöfer: Der Hohenasperg als Filialstrafanstalt des Ludwigsburger Zuchthauses (1883–1945). (S. 167–204)
- Thomas Schulz: 111 Jahre Ludwigsburger Geschichtsblätter (1900–2911). (S. 205–215)

### Heft 66 (2012)
- Eduard Theiner: Hunger, Krieg und Pestilenz. Ein Beitrag zur Geschichte des heutigen Landkreises Ludwigsburg in der ersten Hälfte des 17. Jahrhunderts (S. 7–32)
- Joachim Brüser: Herzog Karl Alexander von Württemberg im Konflikt mit den Landständen. Absolutismus oder altes Recht? (S. 33–47)
- Wolfgang Klusemann: Herzog Carl Eugens Armee im Feldlager bei Oßweil (S. 49–63)
- Eberhard Fritz: Herzog Ludwig Eugen von Württemberg (1731–1795). Nachgeborener Sohn und württembergischer Regent in einer Übergangszeit (S. 65–94)
- Daniel Schulz: Die Rekonstruktion „meiner Ruhe“. Das Seeschloss Monrepos im 19. Jahrhundert (S. 95–148)
- Günther Bergan: „Laufendes Wasser ist eine Lebensfrage für Ludwigsburg“. Die Anfänge der städtischen Wasserversorgung 1858–1867 (S. 149–166)
- Tobias Arand: „Dann aber werden die Schmerzen wieder so stark, dass Patient sich wie wahnsinnig geberdet“. Die auf dem Denkmal des Sanitätsvereins in Ludwigsburg genannten toten „Krieger“ aus dem „Feldzug“ von 1870/71 (S. 167–190)
- Albrecht Gühring: Die Geschichte der Marbacher Zeitung (S. 191–215)

### Heft 67 (2013)
- Carsten Kottmann: Die Aldinger Biblia latina (S. 7–13)
- Albrecht Gühring: „Versicht sein officium in der Kürchen und Schul mit guttem Vleiß“. Die Rielingshäuser Schulgeschichte bis 1945 (S. 15–32)
- Liselotte Geib: Auf den Spuren des fränkischen Adelsgeschlechts Thüngen in der Residenzstadt Ludwigsburg und im früheren Land Württemberg (S. 33–51)
- Beate Hirt: Die medizinische Fakultät der Hohen Karlsschule zu Stuttgart und Schillers dort verfasste medizinische Schriften (S. 53–65)
- Eberhard Fritz: „Auf die Vestung Hohen-Asperg condemnirt“. Leben und Alltag der Gefangenen in der Regierungszeit Friedrichs von Württemberg (1797–1816) (S. 67–92)
- Günther Bergan: Am Brunnen vor dem Tore. Historische Brunnen und Teuchellagen in Ludwigsburg. Eine Bestandsaufnahme (S. 93–141)
- Brigitte Popper: Das Besigheimer Lied. Von der Tat zur Moritat. Ein Beispiel volkstümlicher Überlieferung (S. 143–150)
- Wolfgang Bollacher: Aus dem Leben des Artillerieoffiziers und Heldentenors Anton Schott (S. 151–169)
- Wolfram Berner: Die Geschichte der Marbacher Sitzmöbelfabrik Feil KG (S. 171–188)
- Karl Moersch: 60 Jahre Baden-Württemberg. Bemerkungen zur Gründung unseres Bundeslandes (S. 189–200)
- Thomas Schulz: „Das Bottwartal den Bottwartälern“. Bemerkungen zu lokalen Aspekten in der Diskussion um die Kreisreform von 1973 (S. 201–212)

### Heft 68 (2014)
- Herbert Hoffmann: „… sehr vorsichtig allem Neuen gegenüber“. Ein Beitrag zur Geschichte Schöckingens aus Anlass der 1200-Jahr-Feier (S. 7–28)
- Petra Schad: Markgröningen zur Zeit des Armen Konrad (S. 29–58)
- Daniel Schulz: Die steinreiche Erbtante. Die Gräfin Christina Wilhelmina von Würben in Berlin (S. 59–84)
- Wilfried Lieb: Carl Friderich Herbort. Ein Kaufmann und sein Ladengeschäft in Bietigheim (S. 85–90)
- Wilfried Lagler: Der Hohenasperg aus der Vogelperspektive. Eine bisher unbekannte Ansicht von Friedrich Carl Fulda (1724–1788) (S. 91–98)
- Eberhard Fritz: Das Schloss in der Einsamkeit. Herzog Karl Eugen von Württemberg und sein Jagdschloss Solitude (S. 99–134)
- Günther Bergan: Ludwigsburg unter Strom. Die Anfänge der Ludwigsburger Stromversorgung (S. 135–159)
- Hermann Schick: Marbach im Sommer 1914. Wie die Stadt den Ausbruch des Ersten Weltkriegs erlebt hat (S. 161–178)
- Jochen Faber: Schlechte Zeiten für Menschlichkeit und Toleranz in Ludwigsburg. Wie Menschen in der Stadt ab 1933 in Not gerieten (S. 179–191)
- Wolfram Berner: Feldbahnen im Landkreis Ludwigsburg (S. 193–234)

### Heft 69 (2015)
- Albrecht Gühring: „In allen Ufruren bey den fordersten gewesen“. Der Bauernaufstand „Armer Konrad“ in Marbach und Umgebung (S. 7–19)
- Rolf Bidlingmaier: Niccolò Jommelli (1714–1774). Opernkomponist und Kapellmeister am Hof Herzog Carl Eugens. (S. 21–31)
- Dietholf Zerweck: Niccolò Jommelli als Musikdramatiker (S. 33–39)
- Eberhard Fritz: „Christus seie ihr König, sie haben keinen Herrn und König auf der Welt“. Separatistinnen und Separatisten im Raum Ludwigsburg (S. 41–64)
- Andrea Fix: Georg Kerner. Ein kleiner Schwabe wie ein Vulkan (S. 65–82)
- Günther Bergan: Mehr Licht für Ludwigsburg. Das städtische Gaswerk. Eine Hommage an Louis Bührer (S. 83–105)
- Günther Bergan: Wilhelm Ludwig (Louis) Bührer. Silberarbeiter und Stadtrat in Ludwigsburg (S. 107–115)
- Wolfgang Läpple: Ludwigsburg im Ersten Weltkrieg. Alltag in der Garnisonstadt (S. 117–136)
- Ernst Schedler: Die letzte Äbtissin des adeligen Damenstifts Oberstenfeld. Aus dem Leben der Amalie (Lilly) von Pückler-Limpurg (1863–1942) (S. 137–156)
- Manfred Scheck: Im Angesicht des Terrors. Die Vaihinger Bevölkerung als Beteiligte und als Augenzeugen 1933 bis 1945 (S. 157–182)
- Thomas Schulz: Zwangsehe statt Liebesheirat. Eberdingen und die Gemeindereform der 70er Jahre (S. 183–202)
- Eduard Theiner: 40 Jahre Remseck am Neckar. Karriere einer Reformgemeinde (S. 203–231)

### Heft 70 (2016)
- Thomas Schulz: 1250 Jahre Ottmarsheim. Aspekte aus der Ortsgeschichte (S. 7–32)
- Erich Sauer: Der herzoglich württembergische Premiermaschinist Johann Christian Keim (1721–1787) (S. 33–50)
- Catharina Raible: Schloss Ludwigsburg. Sommerresidenz und Witwensitz zu Beginn des 19. Jahrhunderts (S. 51–82)
- Kurt Sartorius: Christoph Ulrich Hahn (1805–1881). Bedeutendster Sozialreformer Württembergs im 19. Jahrhundert und Bönnigheimer Pfarrer (S. 83–99)
- Christian Hofmann: „Verlegt in eine unbekannte Anstalt“. Die Landesfürsorgeanstalt Markgröningen im System von Zwangssterilisation und Krankenmord im Dritten Reich (S. 101–122)
- Günther Bergan: „Viel steht in der Zukunft noch an“. Der Ludwigsburger Bahnhof 1846–2016 (S. 123–164)
- Ulrich Volkmer: Die Vorgeschichte der Strohgäubahn (S. 165–206)
- Wolfram Berner und Hans-Joachim Knupfer: Die letzte Blüte der Bottwartalbahn (S. 207–236)

### Heft 71 (2017)
- Hermann Ehmer: Die Reformation im Bottwartal (S. 7–49)
- Joachim Brüser: Von Mecklenburg nach Württemberg. Die herzogliche Mätresse Christina Wilhelmina von Grävenitz (S. 51–65)
- Daniel Schulz: „Was für ein Schweinswal“. Karikaturen auf Herzog Eberhard Ludwig, Herzog Carl Eugen und König Friedrich (S. 87–122)
- Albrecht Gühring: „Weilen die Noth bei den hiesigen armen Leuten sehr groß“. Das Hungerjahr 1817 in Marbach (S. 123–132)
- Thomas Schulz: „Die Berufs- und Erwerbsverhältnisse sind nicht ungünstig“. Das ehemalige Bauerndorf Aldingen in der zweiten Hälfte des 19. Jahrhunderts (S. 133–148)
- Simon Karzel: Seimeny – ein deutsches Kolonistendorf in Bessarabien (S. 149–162)
- Günther Bergan: Von Totengräbern und Leichensägerinnen. 300 Jahre Friedhofskultur in Ludwigsburg (S. 163–199)

### Heft 72 (2018)
- Sigrid Hirbodian: 300 Jahre Residenzstadt Ludwigsburg. Vom Werden einer Stadt (S. 7–27)
- Bas Böttcher: Feiern wir diese Stadt (S. 28–30)
- Annette Spellerberg: Stadt werden (S. 31–40)
- Petra Schad: Die Pfarrgemeinde Markgröningen und die Niederlassung des Heilig-Geist-Ordens. Zwei ungleiche Schwestern am Vorabend der Reformation (S. 41–74)
- Daniel Schulz: Freud und Leid. Gräfin Wilhelmina von Würben (geborene von Grävenitz) und Freudental (S. 75–100)
- Eberhard Fritz: Das königliche Jagdschloss am Stromberg. König Friedrich von Württemberg in Freudental (S. 101–122)
- Arand: Ernst Leube. Das tragische Schicksal eines Ludwigsburgers im Deutsch-Französischen Krieg 1870/71 (S. 123–140)
- Thomas Schulz: „Der leichte Sinn des halben Städters ist ihnen geblieben“. Neckarrems in den Jahrzehnten zwischen Reichsgründung und Erstem Weltkrieg (S. 141–162)
- Hermann Schick: 1918. Das Revolutionsgeschehen in Marbach (S. 163–183)
- Simon Karzel: Jüdisches Leben in Ludwigsburg. Unter besonderer Berücksichtigung von Quellen aus dem Stadtarchiv Ludwigsburg (S. 185–199)
- Wolfgang Läpple: Das Infanterie-Regiment Alt-Württemberg. Streiflichter aus der Geschichte des Ludwigsburger „Hausregiments“ (S. 201–222)
- Günther Bergan: Verschwunden – Vergessen. Öffentliche Toiletten und Kioske in Ludwigsburg (S. 223–250)
- Jens Rommel: Geschichte vor Gericht? Zur strafrechtlichen Aufklärung nationalsozialistischer Verbrechen in der Bundesrepublik (S. 251–260)

### Band 73 (2019)
- Hermann Ehmer: Die Ersterwähnung von Asperg vor 1200 Jahren (S. 7–16)
- Wolfram Berner: Aus der Geschichte des Weinbaus in Asperg (S. 17–34)
- Thomas Schulz: Als Asperg wieder Stadt wurde (1875) (S. 35–47)
- Gerhard Fritz: Wird die Reformation rückgängig gemacht? Der Dreißigjährige Krieg in Südwestdeutschland (S. 48–67)
- Silke Knappenberger-Jans: 200 Jahre Ludwigsburger Kreiszeitung. Stationen auf dem Weg vom Intelligenzblatt zur modernen Tageszeitung (S. 68–80)
- Günther Bergan: Die Stiftungen und Schenkungen der Familie Franck (S. 81–106)
- Florian Hoffmann: „Das Strohgäu dem Weltverkehr erschließen“. 150 Jahre Bahnhof Ditzingen (S. 107–130)
- Erich Viehöfer: Lehrer, Dichter, Massenmörder. Ernst August Wagner aus Eglosheim (S. 131–154)
- Helmut Arnold: Korntal wird nationalsozialistisch (1930–1940). Streiflichter aus einer verfänglichen Zeit (S. 155–189)
- Frank Baasner: Fritz Schenk und die Gründung des Deutsch-Französischen Instituts (S. 190–207)

### Band 74 (2020)
- Simon Karzel: Albert Sting zum Gedenken (S. 7–9)
- Cornelia Karow: Eine Wassermühle aus dem 9. Jahrhundert in Oberriexingen (S. 11–21)
- Martin Klumpp: Das Großbottwarer Rathaus. Ein Kulturdenkmal im Wandel der Zeit (S. 22–41)
- Albrecht Gühring: Die Taxordnung von 1669. Ein Einblick in das Marbacher Stadtleben vor 350 Jahren (S. 42–52)
- Hans Dieter Flach: Ludwigsburger Keramik-Maler. Nachgewiesene Personen mit abgebildeten Arbeiten aus den ersten drei Ludwigsburger Manufakturen 1758–1824 (S. 53–65)
- Thomas Schulz: Geordnete Hilfe statt Almosen. Zur Geschichte der Wandererfürsorge im Oberamt Ludwigsburg (S. 66–89)
- Franziska Dunkel: Der Anfang der Demokratie im Südwesten. Die Jahre 1918 bis 1920 (S. 90–104)
- Jochen Faber: Ferdinand Ostertag (1902–1984). Der Brandstifter von der Bausparkasse (S. 105–115)
- Christian Hofmann: Wilhelm Holzwarth (1889–1961). DLW-Betriebsobmann und NS-Agitator in Bietigheim (S. 116–131)
- Florian Hoffmann: „Ein Spiegelbild der Gemeinde“. Friedhöfe in Ditzingen, Heimerdingen, Hirschlanden und Schöckingen (S. 132–162)
- Simon Karzel: Hofbuchhändler und Literaturförderer. Die Ludwigsburger Familie Aigner (S. 163–172)
- Günther Bergan: Ludwigsburg geht baden. 200 Jahre Geschichte und Geschichten der Ludwigsburger Bäder (S. 173–219)
- Reinhard Wolf: Steinerne Bogenbrücken. Idyllen und schützenswerte Kulturdenkmale (S. 220–226)

### Band 75 (2021)
- Frank Merkle: Der Bietigheimer Raum in römischer Zeit. Ein Vicus im Stadtgebiet südlich der Metter (S. 7–30)
- Eberhard Fritz: Hohenasperg und Hohentwiel im Dreißigjährigen Krieg. Zwei Festungen als Symbole württembergischer Geschichte (S. 31–53)
- Hans Dieter Flach: Ein Treffen im württembergischen Königshaus (S. 54–56)
- Markus Pantle: Winzerhausen und seine abgegangene Nikolauskirche (S. 57–70)
- Ann Marie Ackermann: John F. Ballier (1815–1893). Aurichs Beitrag zur Geschichte der USA (S. 71–86)
- Günther Bergan: „Fasse dich kurz“. 135 Jahre Telefonieren in Ludwigsburg (S. 87–116)
- Thomas Schulz: Ein Opfer des NS-Regimes? Die Entlassung des Bürgermeisters Paul Eberle von Unterriexingen im Jahr 1933 (S. 117–139)
- Christian Hofmann: Kinder-„Euthanasie“ und das Gesundheitsamt Ludwigsburg: Opferschicksale aus Ludwigsburg geben Einblicke in die Bürokratie der Vernichtung im Nationalsozialismus (S. 140–173)
- Florian Hoffmann: Kontinuität und Neubeginn. Die Eingliederung der Ortschaften Schöckingen und Heimerdingen in die Stadt Ditzingen (S. 174–200)
- Simon Karzel: Die Lebensreise der Helene Guttman. Ein Beispiel für Mobilität im 20. Jahrhundert (S. 201–210)
- Reinhard Wolf: „Durch diese hohle Gasse …“ Hohlwege und Mergelhohlen im Landkreis Ludwigsburg (S. 211–225)

### Band 76 (2022)
- Frank Merkle: Das keltische Walheim. Eine bedeutende Höhensiedlung der Frühlatènezeit und ihre Beziehung zum Fürstensitz auf dem Hohenasperg (S. 7–25)
- Cornelia Karow: Der Weißenburger Klosterhof in Riexingen. Eine Festung an der alemannisch-fränkischen Grenze? (S. 26–59)
- Hermann Ehmer: Die Verleihung des Stadt- und Marktrechts für Mundelsheim 1422. Ein nicht zur Wirkung gekommenes Privileg (S. 60–77)
- Wolfgang Schöllkopf: "Bauen und Erbauung". Der erste Ludwigsburger Schlossbaumeister Philipp Joseph Jenisch zwischen Barock und Pietismus (S. 78–88)
- Dietmar Schmidt: Vom Bierbrauer aus Aldingen zum Biermilliardär in Pottsville, Pennsylvania. Über 200 Jahre Brauereigeschichte der Familie Jüngling/Yuengling (S. 89–97)
- Edith Holzer-Böhm, Petra Schad: Die "Zigeunerfamilien" Guttenberger in Markgröningen und Schorndorf (S. 98–117)
- Ewald Anger: Als die Gestapo nach Besigheim kam. Eine Spurensuche (S. 118–140)
- Albrecht Gühring: Rielingshausen und die Gemeindereform. Vor 50 Jahren schloss sich Rielingshausen der Stadt Marbach an (S. 141–152)
- Günther Bergan: Vom Kutterfässle zum Systemeimer. Unrat – Kehricht – Wohlstandsmüll: Müllabfuhr in Ludwigsburg (S. 153–179)
- Hans-Peter Winkler: "Es war ein Ereignis ersten Ranges". Ein Rückblick auf 125 Jahre Stromversorgung in Mundelsheim (S. 180–204)
- Florian Hoffmann: Erwin Starker (1872–1938). Ein Künstlerleben (S. 205–228)
- Thomas Schulz: Der vierfache Schultes. August Scholl (1894–1976), ein Bürgermeister fürs halbe Bottwartal (S. 229–262)

### Band 77 (2023)
- Frank Merkle: Die Komplexität der Diana-Verehrung in Walheim. Über die unterschiedlichen Aspekte einer Göttin in der obergermanischen Provinz (S. 7–22)
- Joachim Brüser: Gescheiterte Karriere und literarische Rache. Heinrich August Krippendorf als Privatsekretär der herzoglichen Mätresse Christina Wilhelmina von Grävenitz (S. 23–37)
- Brigitte Popper, Heinrich Kuttler: Auf der Suche nach Glück und Heil. Die Auswanderung aus Großbottwar in den Kaukasus und an das Asowsche Meer zu Beginn des 19. Jahrhunderts (S. 38–62)
- Günther Bergan: Ludwigsburg in den Zeiten der Cholera. Sieben Cholera-Wellen zwischen 1830 und 1895 (S. 63–86)
- Florian Hoffmann: "Ein christlich gesinnter und gut konservativer Mann". Carl Immendörfer als Landtagsabgeordneter (S. 87–108)
- Petra Schad: Die Anfänge der staatlichen evangelischen Lehrerinnenbildung. Vom Buhl'schen Seminar in Ludwigsburg nach Markgröningen (S. 109–127)
- Hans-Peter Winkler: "... die Wohlthat der Wasserleitung ...". Ein Rückblick auf 125 Jahre Wasserversorgung in Mundelsheim (S. 128–144)
- Albrecht Gühring: "Bitte nur mit Geldscheinen von einer Milliarde an aufwärts bezahlen". Die Inflation 1923 in Marbach und Umgebung (S. 145–158)
- Helmut Arnold: Korntal während der nationalsozialistischen Diktatur (1938–1945). Streiflichter aus einer verfänglichen Zeit (Teil II) (S. 159–192)

### Band 78 (2024)
- Günter Keller: Christliche Sakralbauten und ihre Vorläufer aus römischer und keltischer Zeit. Überlegungen zur Standortfrage von frühen christlichen Stätten im nördlichen Raum des Landkreises Ludwigsburg (S. 7–22)
- Bernd Weisheit: 173 Jahre Bankgeschäfte – 158 Jahre Genossenschaft. Wurzeln und Geschichte der Volksbank Ludwigsburg (S. 23–48)
- Ruth Kappel: Weihnachtsbaum- und Krippentraditionen in Ludwigsburg. Traditionen und Brauchhandlungen im Wandel der Zeit (S. 49–87)
- Hans Dieter Flach: Ludwigsburger Keramikmalerinnen und Keramikmaler. Neu entdeckte Personen mit abgebildeten Arbeiten aus den Ludwigsburger Manufakturen (S. 88–94)
- Hermann Ehmer: Wilhelm Förstner (1861–1925) und sein Heimatbuch des Oberamtsbezirk Marbach (S. 95–109)
- Erwin Ruff: Das ehemalige Dampfkraftwerk der "Neckarwerke AG". Über 50 Jahre lang wurde in Bissingen Strom erzeugt (S. 110–144)
- Günther Bergan: Richard Hoffmann – Maler, Grafiker, Bildhauer – und die Ludwigsburger Kunstszene der 1950er Jahre (S. 145–175)
- Helga Becker: Kleinbottwar und Höpfigheim – ein halbes Jahrhundert bei Steinheim (S. 176–189)
- Markus Pantle, Elias Pantle: Grenzsteinforschung in Großbottwar. Wie man historische Zeugen zum Sprechen bringt (S. 190–211)